# Sabine Falls
Sabine Falls – wodospad położony w Australii (Wiktoria), na rzece Smythe Creek, wysokości 130 metrów. Wodospad leży na terenie parku narodowego Great Otway National Park.